# BMW Turbo

## BMW Turbo
E25 BMW Turbo je prototip koji je napravljen u čast XX. Olimpijskih igara. Dizajnirao ga je Paul Bracq i proizveden je u 2 primjerka. Dizajn ovog prototipa BMW je koristio u BMW M1, BMW serije 8 i BMW M1 Homage automobilima. Motor u ovom konceptu je bio dvolitreni redni 4 namijenjen BMW 2002 modelu. Inačica napravljena za Turbo koncept je razvijala 200 ks pomoću turba.